# Grantessa sibogae
Grantessa sibogae är en svampdjursart som beskrevs av Burton 1930. Grantessa sibogae ingår i släktet Grantessa och familjen Heteropiidae.
Artens utbredningsområde är havet kring Indonesien. Inga underarter finns listade i Catalogue of Life.